# Liste des épisodes de Digimon Adventure
Chronologie
Digimon Adventure 02
Avec un total de cinquante-quatre épisodes, Digimon Adventure est une série d'animation créée par Akiyoshi Hongo et produite par Toei Animation, en coopération avec WiZ, Bandai et Fuji Television. C'est la première saison de l'anime appartenant à la franchise médiatique japonaise Digimon, basée sur les virtual pet du même nom. Elle est diffusée au Japon sur la chaîne télévisée Fuji TV entre le 7 mars 1999 et le 26 mars 2000,. La série est réalisée par Hiroyuki Kakudō et produit par Keisuke Okuda, avec les chara-designs de Katsuyoshi Nakatsuru. L'histoire se base sur un groupe d'enfants, élèves d'école primaire, sont transportés dans un univers parallèle appelé digimonde, se découvrant eux-mêmes « digisauveurs » dans un monde qu'ils doivent sauver des forces du mal à l'aide de leurs partenaires Digimon. La saison est suivie d'une deuxième, en 2000, intitulée Digimon Adventure 02.
Elle devient ainsi un phénomène sociétal et culturel chez un public majoritairement jeune,,, qui est néanmoins critiquée dans plusieurs pays pour sa violence,, et son incitation à la consommation,,. Elle marque une importante rivalité commerciale et sociale avec une autre série animée considérée comme son concurrent direct, Pokémon,,.
Digimon Adventure enregistre une moyenne de 11,2 % en audience au Japon. En Amérique du Nord, la série rencontre un succès phénoménal et devient très vite une série à haute audience chez les téléspectateurs âgés entre 6 et 11 ans, dépassant ainsi ses chaînes concurrentes ABC, Kids' WB, et Nickelodeon ; Bandai revoit ainsi sa stratégie marketing afin d'étendre ses activités à un marché mondial. Au Royaume-Uni, les épisodes de la série se classent systématiquement dans le top 10 des audiences hebdomadaires de la chaine Fox Kids. Un court métrage homonyme est projeté en salle la veille de la diffusion au Japon et un moyen métrage, Bokura no Uō Gēmu!, sort le 4 mars 2000, ces deux productions sont compilées et sortent sous le titre Digimon, le film le 4 avril 2001 en France, en rapportant plus de seize millions de dollars dans le monde.
Exportée dans plus de soixante pays, dont la France, elle réunit 70 à 75 % en audience du 2 septembre 2000 au 23 juin 2001 sur la chaîne télévisée hertzienne TF1 et du 4 septembre 2000 au 3 février 2001 sur la chaîne du câble et satellite Fox Kids. La série animée est rediffusée sur la chaîne du satellite Tfou TV, de 2003 à 2008. En Belgique, la version française est diffusée sur la chaine Club RTL et en Suisse, sur TSR 1. Au Québec, la série est diffusée à partir du 4 septembre 2000 sur la chaîne francophone Télétoon. Vingt ans plus tard, la version française intègre le catalogue à la demande de Anime Digital Network le 21 février 2020 avec un regain d'intérêt et y apparaît, à long terme, comme l'un des programmes tout public les plus populaires, Digimon est également diffusée en français depuis le 13 juin 2022 sur Pluto TV. La version japonaise intègre le catalogue de Crunchyroll, le 21 janvier 2021,.
De nombreux produits dérivés à l'effigie de Digimon Adventure ont été commercialisés, incluant jouets, peluches, cartes à collectionner, mangas, magazines, costumes, fournitures scolaires, gadgets, accessoires, albums, cassettes, DVD, et jeux vidéo principalement distribués par la branche commerciale japonaise Bandai. Plus de 7 000 sociétés commerciales spécialisées dans les jouets ou l'alimentaire telles que Toys “R” Us et Taco Bell profitent de la popularité de la série en rachetant la licence afin de l'attribuer à leurs produits,. En France, des compagnies comme McDonald's France, Kellogg's, Bonux, Candia, Chupa Chups, Lutti, Oasis, la Vache qui Rit ou les goûters LU s'y associent. Le moteur de recherche Lycos liste Digimon en tant que cinquième phénomène de mode en 2000, et également classé 35e des mots les plus recherchés de l'année.
Le doublage français est effectué par le studio SOFI depuis la version traduite (et remaniée) américaine. Également dérivé des épisodes de Digimon Adventure, le magazine homonyme traduit par Panini Comics France à Issy-les-Moulineaux, est commercialisé pour la première fois en France dès octobre 2000. ; la première saison du magazine prend fin une année plus tard en octobre 2001 pour laisser place un mois plus tard à l'adaptation de la deuxième saison Digimon Adventure 02.
Le compositeur de la version japonaise est Takanori Arisawa. Le générique de début est la chanson Butter-Fly de Kōji Wada. Les deux génériques de fin sont I Wish et Keep On d'Ai Maeda (créditée AiM). Les compositions de la version américaine et française sont de Shuki Levy, Kussa Mahchi, Paul Gordon, Deddy Tzur et Andrew R. Muson. Le générique de la série en français s'intitule Digimon, interprété par Claude Vallois (C. et C. Vallois).

## Liste des épisodes
| No | Titre français               | Titre japonais                                 | Titre japonais                                                                                                   | Date de 1re diffusion              |
| No | Titre français               | Kanji                                          | Rōmaji | Date de 1re diffusion              |
| --- | ---------------------------- | ---------------------------------------------- | --- | ---------------------------------- |
| 1 | Comment tout a commencé...   | 漂流? 冒険の島!                                | Hyōryū? Bōken no Shima! (Dérive ? L’île de l’Aventure !)                                                         | 7 mars 1999 2 septembre 2000       |
| Un étrange climat règne dans le monde réel et la neige tombe en plein mois de juillet au Japon. Tai Kamiya, Matt Ishida, Sora Takenouchi, Izzy Izumi, Mimi Tachikawa, Joe Kido et T.K. Takaishi se retrouvent en possession de digivices qui les amènent directement dans le digimonde. Chacun d'eux possède son propre digivice et partenaire digimon. Peu après la découverte du nouveau monde dans lequel ils ont atterri, le groupe est attaqué par Kuwagamon. Ils sont finalement pris au piège sur une falaise, surplombant une rivière, qui s'écroule. |                              |                                                | |                                    |
| 2 | La naissance de Greymon      | 爆裂進化! グレイモン                           | Bakuretsu Shinka! Gureimon (L’Évolution Explosive ! Greymon)                                                     | 14 mars 1999 5 septembre 2000      |
| Les sauveurs et Kuwagamon tombent finalement dans la rivière, mais sont plus tard sauvés. Agumon, le partenaire de Tai révèle qu'ils sont les tout premiers humains à être parvenu dans le digimonde. Tai conduit le groupe vers un océan et une plage remplie de cabines téléphoniques. Alors que le groupe détermine quel plan ils utiliseront pour retourner chez eux, ils sont attaqués par un Shellmon. Aucun digimon excepté Agumon n'a la force de se battre à cause de la faim. Tai est capturé par Shellmon, ce qui provoque la digivolution d'Agumon en Greymon. Greymon balance Shellmon par-dessus la mer. |                              |                                                | |                                    |
| 3 | Le loup Bleu                 | 蒼き狼! ガルルモン                             | Aoki Ōkami! Garurumon (Le Loup Bleu ! Garurumon)                                                                 | 21 mars 1999 6 septembre 2000      |
| Une fois qu'ils quittent la plage, Tai réveille accidentellement Seadramon. Durant cette bataille, Gabumon se digivolve en Garurumon et bat Seadramon. |                              |                                                | |                                    |
| 4 | Tout feu, tout flamme        | 灼熱! バードラモン                             | Shakunetsu! Bādoramon (L’Incandescente ! Birdramon)                                                              | 28 mars 1999 7 septembre 2000      |
| En entrant dans une forêt, le groupe découvre d'étranges objets volants, des roues noires. Plus tard, ils découvrent un village de Yokomon. Installés dans le village pour se rassasier, les sauveurs découvrent que le village est menacé par un Meramon. Celui-ci est battu par Biyomon digivolvée en Birdramon. Les Yokomon, pour remercier les sauveurs, leur offre généreusement de la nourriture, mais les sauveurs découvrent qu'ils ne peuvent pas manger la nourriture du digimonde. |                              |                                                | |                                    |
| 5 | Le faux Androïde             | 電光! カブテリモン                             | Denkō! Kabuterimon (L’éclair ! Kabuterimon)                                                                      | 4 avril 1999 8 septembre 2000      |
| Les enfants se perdent dans une drôle d'usine abandonnée et découvrent un androïde, Andromon. Après avoir été réanimé, celui-ci attaque les sauveurs. Izzy découvre un étrange code et l'utilise pour digivolver Tentomon en Kabuterimon. Kabuterimon détruit ensuite la roue noire qui était plantée dans le dos d'Andromon. S'excusant pour son comportement, Andromon les guide jusqu'à la prochaine zone. |                              |                                                | |                                    |
| 6 | La ville des jouets          | パルモン怒りの進化!                            | Parumon Ikari no Shinka (L’évolution de colère de Palmon)                                                        | 11 avril 1999 11 septembre 2000    |
| Alors qu'ils tentent d'échapper à un groupe de Numemon, les sauveurs se séparent et Mimi et Palmon se perdent dans une ville de jouets contrôlée par Monzaemon. Ici, elles y retrouvent les autres sauveurs agissant bizarrement. Palmon se digivolve en Togemon et détruit la roue noire implanté dans le dos de Monzaemon. |                              |                                                | |                                    |
| 7 | La Torpille-Harpon           | 咆哮! イッカクモン                             | Hōkō! Ikkakumon (Le Rugissement ! Ikkakumon)                                                                     | 18 avril 1999 12 septembre 2000    |
| Tai et Matt décident qu'ils doivent grimper au sommet du Mont éternel. Joe et Gomamon décident de grimper la montagne par eux-mêmes. Cependant, ils sont attaqués par Unimon. Tai et Sora viennent à leur rescousse et, alors qu'Unimon fait tomber Joe dans le vide, Gomamon se digivolve en Ikkakumon pour le sauver et détruit la roue noire implantée dans le dos d'Unimon. |                              |                                                | |                                    |
| 8 | Le visage du Diable          | 闇の使者デビモン!                              | Yami no Shisha Debimon (Le Messager des Ténèbres, Devimon !)                                                     | 25 avril 1999 13 septembre 2000    |
| Les enfants rencontrent celui qui contrôle l'Île des Fichiers Binaires, Devimon, celui qui commande les roues noires. Commandés par lui, Ogremon et Leomon attaquent les sauveurs, qui réussissent à s'échapper. Ils finissent dans un mystérieux manoir révélé être une hallucination créée par Devimon. Devimon morcelle l'île en petits îlots, qui s'éloignent du centre de l'île, et sépare les enfants en les envoyant dessus. Devimon parvient presque à battre Tai, mais le digivice de Tai libère Leomon de son emprise de la roue noire. Leomon parvient à libérer Tai à temps avant qu'il ne se fasse tuer. |                              |                                                | |                                    |
| 9 | Coups de froid               | 激突! 冷凍デジモン                             | Gekitotsu! Reitō Dejimon (L’affrontement des Digimon gelés !)                                                    | 2 mai 1999 14 septembre 2000       |
| Tai et Agumon se retrouvent sur une île remplie de neige et sont forcés de se battre contre Frigimon. Peu de temps après avoir délivré Frigimon de sa roue noire, Tai et Agumon retrouvent Matt et Gabumon sur la même île. Les deux se battent jusqu'à ce qu'un Mojyamon les attaque. Grâce à Frigimon, les deux digimon peuvent se battre et se digivolver. Ils battent Mojyamon et arrivent à faire que l'îlot se redirige vers le centre de l'Île des Fichiers Binaires. |                              |                                                | |                                    |
| 10 | Un indice venu du passé      | 守護者ケンタルモン!                            | Shugosha Kentarumon (Le Gardien, Kentarumon !)                                                                   | 9 mai 1999 15 septembre 2000       |
| Mimi et Palmon sont harcelés par Sukamon et Chuumon. Elles leur échappent en passant sur un îlot voisin du leur, sur lequel ont atterri Izzy et Tentomon. Une fois réunis, Mimi et Tentomon se perdent dans un labyrinthe où ils sont attaqués par Centarumon. Izzy et Palmon les trouvent finalement et détruisent la roue noire. Après la bataille, Leomon apparaît et attaque les enfants, mais il redevient à nouveau conscient grâce à leurs digivices. |                              |                                                | |                                    |
| 11 | Le digimon dansant           | 踊る亡霊! バケモン                             | Odoru Bōrei! Bakemon (Les Fantômes Dansants ! Bakemon)                                                           | 16 mai 1999 18 septembre 2000      |
| Après l'attaque d'Ogremon, Joe et Gomamon se retrouvent sur une île avec Sora et Biyomon. Ils sont capturés par une bande de Bakemon dans le but de les manger. Gomamon et Biyomon réussissent à s'échapper et à se digivolver pour se battre contre Lord Bakemon. Ils le battent finalement grâce à une chanson insoutenable de Joe. Bakemon est ensuite détruit par Birdramon et Ikkakumon. |                              |                                                | |                                    |
| 12 | Les bébés digimon            | 冒険! パタモンと僕                             | Bōken! Patamon to Boku (L'Aventure ! Patamon et moi)                                                             | 23 mai 1999 19 novembre 2000       |
| T.K. et Patamon arrivent dans un village, qui est celui où les bébés digimon naissent. Ils sont confrontés à Elecmon, le gardien des bébés digimon. Il combat Patamon, pensant combattre deux intrus. Pour éviter la violence, les deux digimon se confrontent dans une épreuve arbitrée par T.K., pour décider qui est le meilleur. Patamon gagne la partie mais également le respect et la confiance d'Elecmon. |                              |                                                | |                                    |
| 13 | Une vieille légende          | エンジェモン覚醒!                              | Enjemon Kakusei! (Angemon s'éveille)                                                                             | 30 mai 1999 20 septembre 2000      |
| Tout le groupe des sauveurs se réunit et est finalement attaqué par Leomon. Une fois Leomon conscient, il explique aux sauveurs la prophétie ainsi que le but de leur venue. Le groupe part finalement au Mont éternel, au centre de l'Ile des Fichiers Binaires, combattre Devimon. Finalement, Patamon se digivolve en Angemon et bat Devimon. Seulement, Angemon disparaît et revient sous forme de digi-œuf. |                              |                                                | |                                    |
| 14 | Un départ plein d'espoir     | 出航・新大陸へ!                                | Tabidachi Shintairiku e! (Levez l’ancre ! Vers un Nouveau Continent !)                                           | 6 juin 1999 21 septembre 2000      |
| Un mystérieux vieil homme nommé Gennai apparaît en hologramme après leur combat contre Devimon et appelle les digisauveurs à combattre un ennemi encore plus puissant. Pour y arriver, ils doivent trouver les symboles de chacun et les scanners, qui permettront à leurs digimon de se digivolver à un niveau supérieur. Par la suite, les sauveurs rencontrent Whamon qui les transporte à travers l'océan pour trouver le symbole de chacun. |                              |                                                | |                                    |
| 15 | Un réseau dangereux          | エテモン! 悪の花道                             | Etemon! Aku no Hanamichi (Etemon ! Le Mal Entre en Scène)                                                        | 13 juin 1999 22 septembre 2000     |
| Les enfants arrivent dans un village de Koromon pris en otage par des Pagumon qui, finalement, capturent Tokomon. Etemon apprend l'arrivée des sauveurs par un de ses sous-fifres Gazimon et les affronte. Il utilise son réseau mégabug pour piéger les enfants, puis ceux-ci trouvent finalement le symbole du Courage de Tai. |                              |                                                | |                                    |
| 16 | Une mauvaise surprise        | 暗黒進化! スカルグレイモン                     | Ankoku Shinka! SukaruGureimon (L’Évolution Obscure ! SkullGreymon)                                               | 20 juin 1999 25 septembre 2000     |
| Durée une traversée dans le désert, les sauveurs s'arrêtent temporairement dans un colisée. Ils sont pris au piège par Etemon et Greymon est forcé à combattre un autre Greymon. Joe, ayant découvert son symbole de la Responsabilité, le groupe s'échappe, et Tai force Greymon à se digivolver. Greymon se digivolve finalement en SkullGreymon et perd tout contrôle en attaquant et détruisant le colisée. SkullGreymon revient sous la forme de Koromon et s'excuse pour son comportement. |                              |                                                | |                                    |
| 17 | La force de la sincérité     | 幻船長コカトリモン!                            | Maboroshi Senchō Kokatorimon! (Cockatrimon, le Faux Capitaine)                                                   | 27 juin 1999 26 septembre 2000     |
| Après s'être perdu dans le désert, le groupe est transporté à bord d'un bateau commandé par Kokatorimon. Kokatorimon capture tous les garçons et pétrifie leurs partenaires. Biyomon et Palmon se digivolve et le battent, le bateau se crashe dans un cactus géant. Le haut du cactus se révèle être le symbole de la Sincérité de Mimi. |                              |                                                | |                                    |
| 18 | Bravo Piximon !              | 妖精! ピッコロモン                             | Yōsei! Pikkoromon (Le Lutin ! Piccolomon)                                                                        | 4 juillet 1999 27 septembre 2000   |
| Le groupe est attaqué par un Kuwagamon et Tai ne parvient pas à faire se digivolver Agumon. Piximon intervient et les sauve. Il prend ensuite en charge un entraînement intensif pour Agumon et Tai. Lorsque Matt trouve son symbole de l'Amitié et Izzy trouve son symbole de la Connaissance, ils sont attaqués par un Tyrannomon. Piximon le retient, et veut que Tai et Agumon le battent. Agumon se digivolve en Greymon et bat Tyrannomon. |                              |                                                | |                                    |
| 19 | Le prisonnier de la pyramide | 迷宮のナノモン                                 | Meikyū no Nanomon (Le Nanomon du Labyrinthe)                                                                     | 11 juillet 1999 28 septembre 2000  |
| Après la découverte du symbole de l'Espoir de T.K., Izzy reçoit un e-mail de Datamon lui demandant de l'aide dans le quartier général, une large pyramide inversée. Datamon promet que s'ils le libèrent, il leur montrera le symbole de Sora. Une fois délivré, il s'échappe et kidnappe Sora. Il parvient à faire une copie de Sora pour contrôler Biyomon. |                              |                                                | |                                    |
| 20 | Un véritable séisme          | 完全体進化! メタルグレイモン                   | Kanzentai Shinka! MetaruGureimon (L’Évolution Parfaite ! MetalGreymon)                                           | 25 juillet 1999 29 septembre 2000  |
| Tai parvient à sauver Sora. Greymon combat Datamon. La bataille se termine par une ouverture d'un portail qui détruit Etemon et transporte Tai et Agumon vers Tokyo. |                              |                                                | |                                    |
| 21 | Passage à la maison          | コロモン東京大激突!                            | Koromon Tōkyō Dai-gekitotsu! (Le Combat de Koromon à Tokyo !)                                                    | 1er août 1999 2 octobre 2000       |
| Tombés dans le vortex, Tai et Koromon se retrouvent dans la ville du jeune garçon. Celui-ci constate avec surprise que tout est exactement comme le jour de son départ pour le camp de vacances. Il s’étonne aussi de voir que sa sœur Kari connaissait déjà Koromon. Chez lui, il reçoit un message d'Izzy lui disant de ne pas revenir dans le digimonde. |                              |                                                | |                                    |
| 22 | Les champignons de l'oubli   | ささやく小悪魔ピコデビモン                     | Sasayaku Ko-akuma PikoDebimon (Le Petit Démon Chuchotant, PicoDevimon)                                           | 8 août 1999 3 octobre 2000         |
| Tai et Agumon réussissent finalement à revenir dans le digimonde. Demidevimon fait croire à T.K. que les autres enfants ne veulent plus le voir et le petit garçon se fâche avec Tokomon. Mais l’arrivée de Tai arrange les choses et T.K. se réconcilie avec son digimon. Furieux, Demidevimon veut faire manger aux enfants des champignons faisant perdre la mémoire. |                              |                                                | |                                    |
| 23 | Un mauvais restaurant        | 友よ! ワーガルルモン                           | Tomo yo! WāGarurumon (L’amitié ! WereGarurumon)                                                                  | 15 août 1999 4 octobre 2000        |
| Matt retrouve Joe dans un restaurant tenu par Digitamamon. Celui-ci le fait travailler comme un esclave pour payer un repas pris des semaines plus tôt. Peu après, Matt devient lui aussi un esclave. Peu après, il est révélé que c'est un coup monté par Demidevimon pour les garder à cet endroit le plus longtemps possible. Heureusement, Tai et T.K. arrivent à temps pour les délivrer. |                              |                                                | |                                    |
| 24 | Assez de questions           | 撃破! アトラーカブテリモン                     | Gekiha! AtorāKabuterimon (Annihilation ! AtlurKabuterimon)                                                       | 22 août 1999 5 octobre 2000        |
| Demidevimon réussi à envoyer Izzy dans l'univers de Vademon. En persuadant Izzy d'« abandonner sa curiosité », Vademon le transforme en un véritable zombie et lui confisque son scanner et son symbole. Tentomon, totalement impuissant, régresse et se retrouve digivolvé en Motimon. Heureusement, Izzy se ressaisit et récupère ce qui lui appartient avec l'aide de Pabumon. |                              |                                                | |                                    |
| 25 | Une méchante princesse       | 眠れる暴君! トノサマゲコモン                   | Nemureru Bōkun! TonosamaGekomon (Le Tyran Endormi ! TonosamaGekomon)                                             | 29 août 1999 6 octobre 2000        |
| Les enfants retrouvent finalement Mimi devenue princesse d'un beau château, occupé par des Gekomon et des Otamamon. Ceux-ci pensent que Mimi peut réveiller leur chef tout puissant en chantant. Mais pour savourer plus longtemps cette vie de château, la jeune fille cherche toujours des excuses pour remettre son tour de chant à plus tard. Et quand elle se décide enfin à chanter, tout se complique. |                              |                                                | |                                    |
| 26 | Des signes d'amour           | 輝く翼! ガルダモン                             | Kagayaku Tsubasa! Garudamon (Les Ailes Étincelantes ! Garudamon)                                                 | 5 septembre 1999 9 octobre 2000    |
| Tous les enfants ont vu leur symbole briller, excepté Sora. Elle est contrariée depuis que Demidevimon lui a dit que son symbole de l'amour ne brillerait jamais. Myotismon, leur nouvel ennemi, se bat contre tous les digimon et prend l'avantage sur eux. Sora réagit alors comme une maman voulant protéger son enfant et son symbole de l'amour se met à briller. |                              |                                                | |                                    |
| 27 | De fameuses recrues          | 闇の城ヴァンデモン                             | Yami no Shiro Vamdemon (Le Château des Ténèbres, Vamdemon)                                                       | 12 septembre 1999 10 octobre 2000  |
| Gennai apprend aux enfants qu'il existe un huitième digisauveur et que c'est à eux de le trouver. Ceux-ci essayent alors de regagner le monde des humains par un portail situé au sous-sol du château de Myotismon mais, ils sont attaqués par Gatomon qui les empêche de quitter le monde digital. Pendant ce temps, les méchants digimon partent à la recherche du huitième enfant. |                              |                                                | |                                    |
| 28 | La bonne carte               | 追撃! 日本へ急げ                               | Tsuigeki! Nippon e Isoge (Course-poursuite ! Direction le Japon)                                                 | 19 septembre 1999 28 décembre 2000 |
| Gatomon franchi les portes reliant les deux mondes pour essayer de trouver le huitième enfant. Pendant ce temps, Gennai invite les autres enfants chez lui et leur remet des cartes de digimon, qui les aideront à rouvrir le portail, sans leur dire comment les utiliser. De retour au château de Myotismon, Izzy découvre comment se servir des cartes pour ouvrir le portail juste avant l’arrivée de Dokugumon. |                              |                                                | |                                    |
| 29 | Retour en ville              | マンモン光が丘大激突!                          | Mammon Hikarigaoka Daigekitotsu! (Mammon, le Grand Affrontement à Hikarigaoka !)                                 | 26 septembre 1999 29 décembre 2000 |
| Les enfants sont de retour au camp de vacances, là où leur aventure avait commencé, bien déterminés à retrouver le huitième digisauveur avant Myotismon. Ensuite, ils s'arrangent pour revenir en ville, dans le quartier de Bellevue où ils habitaient étant petits. Ils se souviennent du combat entre deux digimon qui s’y était déroulé quelques années plus tôt. |                              |                                                | |                                    |
| 30 | Transports trop publics      | デジモン東京大横断                             | Dejimon Tōkyō Daiōdan (L’Épique Traversée de Tokyo des Digimon)                                                  | 3 octobre 1999 29 décembre 2000    |
| Pour retrouver le huitième digisauveur, les enfants doivent traverser la ville et ils prennent le métro en portant leurs petits digimon avec eux. Yokomon est énervé par un bébé qui pleure et provoque une forte réaction des passagers. Après le métro, les enfants sont par chance emmenés en voiture par le cousin de Sora qui passait par là, mais ils le regretteront. |                              |                                                | |                                    |
| 31 | Le huitième digivice         | レアモン! 東京湾襲撃                           | Reamon! Tōkyōwan Shūgeki (Raremon ! L’attaque de la Baie de Tokyo)                                               | 10 octobre 1999 30 décembre 2000   |
| Les enfants ont beaucoup de difficulté à cacher l’existence des digimon à leurs parents, tout en essayant de chercher le huitième digisauveur. Un signal émis par un mystérieux digivice les alerte et ils essayent d’attraper celui-ci. Mais Raremon, un méchant digimon nauséabond intervient. Heureusement, Kabuterimon est plus fort que lui et le bat. |                              |                                                | |                                    |
| 32 | Gatomon en renfort           | 熱いぜ東京タワー! デスメラモン                 | Atsui ze Tōkyō Tower! DesuMeramon (La Tour de Tokyo en surchauffe ! DeathMeramon)                                | 17 octobre 1999 1er janvier 2001   |
| Les sauveurs savent maintenant que le huitième digisauveur habite quelque part en ville, et ils se séparent dans l'espoir de le trouver plus rapidement. Pendant ce temps, la sournoise Gatomon fait des siennes pour les prendre de vitesse. Mimi et Sora rencontrent le méchant Skullmeramon qui veut s’en prendre à elles, mais MetalGreymon intervient à temps. |                              |                                                | |                                    |
| 33 | À travers la ville           | パンプとゴツは渋谷系デジモン                   | Panpu to Gotsu wa Shibuya-kei Dejimon (Pump et Gotsu sont des Digimon de type Shibuya)                           | 24 octobre 1999 1er janvier 2001   |
| En cherchant Patamon en ville, les enfants rencontrent deux envoyés de Myotismon. Ils étaient censés trouver le huitième enfant, mais en réalité ils ne pensent qu’à s’amuser et à prendre du bon temps. Furieux, Myotismon les renvoie en prison dans le digimonde et s’en prend ensuite aux enfants, mais Angemon le met en fuite. |                              |                                                | |                                    |
| 34 | L'arrivée du huitième enfant | 運命の絆! テイルモン                           | Unmei no Kizuna! Teirumon (Les Liens du Destin ! Tailmon)                                                        | 31 octobre 1999 2 janvier 2001     |
| Wizardmon, un vieil ami fidèle de Gatomon apprend à celle-ci qu’elle est destinée à devenir un jour le digimon du huitième Digisauveur. Pourtant, Gatomon avait vécu pendant longtemps seule dans le digimonde et Myotismon l’avait persuadée de le servir. C’est pourquoi il compte sur elle pour savoir qui est réellement le huitième enfant. |                              |                                                | |                                    |
| 35 | La grande panne              | お台場の妖精! リリモン開花                     | Odaiba no Yōsei! Ririmon Kaika (La Fée d’Odaiba ! Lilimon fleurit)                                               | 7 novembre 1999 15 janvier 2001    |
| Myotismon bloque tous les accès qui mènent à un quartier de la ville et il envoie les Bakemon et leur chef Phantomon capturer les habitants et les emprisonner dans le centre de conférences. Grâce à l’intervention de Palmon qui se digivolve en Lillymon et qui écarte Dark Tyranomon du chemin des enfants, les choses s’arrangent, jusqu’à l’arrivée de Myotismon. |                              |                                                | |                                    |
| 36 | La ville assiégée            | 結界突破! ズドモンスパーク!                    | Kekkai Toppa! Zudomon Spāku! (La Traversée de la Barrière ! Zudomon Spark !)                                     | 14 novembre 1999 16 janvier 2001   |
| Tai confie la garde de sa sœur Kari à Matt pendant son absence. Il rêve de se battre contre les méchants digimon. Izzy, avec l’aide de Gennai, découvre où se trouve le générateur de brouillard qui recouvre tout un quartier de la ville et essaye de le détruire. Pendant ce temps, Phantomon intervient contre Kari qui lui avoue être le huitième enfant. |                              |                                                | |                                    |
| 37 | Le cadeau de Wizardmon       | 完全体総進撃! きらめくエンジェウーモン         | Kanzentai Sō-shingeki! Kirameku Enjiwomon (Tous au Niveau Parfait ! Angewomon Étincelante)                       | 21 novembre 1999 2 janvier 2001    |
| Kari s’est rendue à Myotismon, en espérant que son geste allait entraîner la fin des attaques de celui-ci contre ses amis. En réalité, elle découvre que le méchant digimon veut les faire disparaître Gatomon et elle, et il faut le sacrifice de Wizardmon pour empêcher le pire. Gatomon se digivolve ensuite en Angewomon et réussit à battre Myotismon. |                              |                                                | |                                    |
| 38 | La prophétie                 | 復活! 魔王ヴェノムヴァンデモン                 | Fukkatsu! Maō VenomuVandemon (La Résurrection ! Le Diable VenomVamdemon)                                         | 29 novembre 1999 18 janvier 2001   |
| Gennai raconte une très ancienne prophétie aux enfants, qui d’abord n’y comprennent pas grand-chose. Mais petit à petit, elle leur paraît plus claire. En suivant les diverses phrases de la prophétie, ils luttent contre Myotismon et arrivent à le battre quand Matt et Tai demandent à leurs amis digimon de décocher leurs flèches d’espoir et de lumière sur eux. Angemon et Angewomon, d'après la fin de la prophétie, tirent leur flèche sur Tai et Matt, permettant à Agumon et Gabumon de se surdigivolver en WarGreymon et MetalGarurumon. |                              |                                                | |                                    |
| 39 | La sauvegarde de la Terre    | 二大究極進化! 闇をぶっとばせ!                  | Nidai kyūkyoku Shinka! Yami o Buttobase! (Les Deux Évolutions Ultimes ! La Destruction des Ténèbres)             | 5 décembre 1999 19 janvier 2001    |
| Le combat contre VenomMyotismon a laissé des traces. Greymon et Garurumon se sont digivolvés pour la première fois en digimons de niveau mega mais, ils n’ont pas réussi à gagner seuls. Par la suite, à la grande stupéfaction des enfants, le monde digital apparaît dans le ciel et ils décident d’y retourner, en laissant leurs parents derrière eux. |                              |                                                | |                                    |
| 40 | Les maîtres de l'ombre       | 魔の山の四天王! ダークマスターズ               | Ma no Yama no Shitennō! Dāku Masutāzu (Les Quatre Rois Célestes de la Montagne Maléfique ! Les Dark Masters)     | 12 décembre 1999 20 janvier 2001   |
| De retour dans le digimonde, les enfants découvrent que les choses ont beaucoup changé. Ce sont maintenant les maîtres de l’ombre qui dirigent ce monde, à partir de leur repaire, la Montagne Spirale. Les digisauveurs apprennent que huit digimons au niveau champions ne peuvent pas battre un digimon de niveau mega. Piximon fait une diversion et leur permet de fuir. |                              |                                                | |                                    |
| 41 | Une grosse fatigue           | 荒ぶる海の王! メタルシードラモン               | Araburu Umi no Ō! MetaruShīdoramon (Le Tempétueux Roi des Mers ! MetalSeadramon)                                 | 19 décembre 1999 3 janvier 2001    |
| Les enfants sont très reconnaissants à Piximon d'être venu combattre les maîtres de l'ombre, même s'il ne réussit pas à les vaincre. Un peu plus tard, ils trouvent ce qu’ils pensent être un restaurant de plage, mais qui est en réalité un piège tendu par Scorpiomon. L’intervention de Zudomon et de Lillymon leur permet de s’en sortir à temps. |                              |                                                | |                                    |
| 42 | Sous pression                | 沈黙の海底ホエーモン                           | Chinmoku no Kaitei Hoēmon (Whamon, le Silence des Fonds Marins)                                                  | 26 décembre 1999 4 janvier 2001    |
| La traversée de l’océan s’est révélée périlleuse, mais l’intervention de Whamon sauve les enfants. Traqués par les Divermon, ceux-ci doivent plonger dans une profonde fosse pour pouvoir les semer. Remontés à la surface, ils pensaient être enfin hors de danger, mais Metal Seadramon les attendait et son accueil n’allait pas être chaleureux. |                              |                                                | |                                    |
| 43 | Jeux dangereux               | 危険な遊戯! ピノッキモン                       | Kiken na Yūgi! Pinokkimon (Jeux à Hauts Risques ! Pinocchimon)                                                   | 9 janvier 2000 4 janvier 2001      |
| MetalSeadramon attend les enfants et les suit dans le tunnel sous-marin pour les attaquer. Heureusement, les digimon sont intervenus et Wargreymon a réussi à battre le terrible allié des maîtres de l’ombre. Dans la bagarre, Whamon se désintègre. L'océan en fait autant et les enfants se croient au bout de leurs peines. |                              |                                                | |                                    |
| 44 | Une journée salissante       | 迷いの森のジュレイモン                         | Mayoi no Mori no Jureimon (Jureimon de la Forêt du Doute)                                                        | 16 janvier 2000 5 janvier 2001     |
| Après la dernière rencontre des enfants avec les maîtres de l’ombre, Matt décide de quitter le groupe. Il estime que tous les enfants ont changé d'attitude en bien, mais que lui est resté comme avant, il veut rester seul pour faire le point, seul Gabumon peut l’accompagner. Cherrymon accentue encore le malaise en lui disant qu’il lui faudrait battre Tai pour s’affirmer. |                              |                                                | |                                    |
| 45 | La dernière dispute          | 究極体激突! ウォーグレイモンVSメタルガルルモン | Kyūkyokutai Gekitotsu! WōGureimon bui-esu MetaruGarurumon (L’affrontement Ultime ! WarGreymon VS MetalGarurumon) | 23 janvier 2000 5 janvier 2001     |
| Pendant que Tai et Matt se disputent, une entité inconnue leur parle par l’intermédiaire de Kari. Elle leur explique ce qui s’est passé quatre ans plus tôt au cours de la première rencontre des enfants avec des digimon et le rôle qu’avait joué Gennai pour sauver les digi-œufs. Ensuite, comme Matt, Mimi et Joe décident de quitter le groupe. |                              |                                                | |                                    |
| 46 | Le grand retour d'Etemon     | メタルエテモンの逆襲                           | MetaruEtemon no Gyakushū (La Contre-Offensive de MetalEtemon)                                                    | 30 janvier 2000 6 janvier 2001     |
| Fatigués des combats incessants et de la violence permanente qui les entoure, Mimi et Joe décident de se séparer de leurs amis et de se reposer un peu. C’est alors qu'Etemon, digivolvé en MetalEtemon, réapparaît pour se venger des digisauveurs qui l'avaient battu. Mimi et Joe trouvent Ogremon blessé et le soignent à la grande surprise de celui-ci. |                              |                                                | |                                    |
| 47 | L'honneur d'Ogremon          | 風よ! 光よ! サーベルレオモン                   | Kaze yo! Hikari yo! SāberuReomon (Ô Vent ! Ô Lumière ! SaberLeomon)                                              | 6 février 2000 13 janvier 2001     |
| Les éternels adversaires Leomon et Ogremon décident d’arrêter momentanément de se combattre et d’affronter ensemble MetalEtemon. Pendant ce temps-là, les autres digimon essayent de venir à bout de Puppetmon. Il faut que Gomamon se digivolve en Zudomon pour réussir à vaincre le terrible MétalEtemon, malheureusement Leomon disparaît. |                              |                                                | |                                    |
| 48 | Une petite sœur fragile      | 爆撃司令! ムゲンドラモン                       | Bakugeki Shirei! Mugendoramon (Ordre de Bombarder ! Mugendramon)                                                 | 13 février 2000 20 janvier 2001    |
| Alors que le groupe d’enfants traverse un nouveau désert, Kari, malade, s’effondre soudainement sur la route. Tai s’en veut terriblement parce que sa sœur avait déjà été très malade quelques années plus tôt, à cause de lui. Les digisauveurs trouvent une ville déserte et décident de laisser Kari se reposer, sous la surveillance de Sora et de T.K., mais leurs ennemis les surveillent. |                              |                                                | |                                    |
| 49 | La force de la lumière       | さらばヌメモン                                 | Saraba Numemon (Adieu, Numemon)                                                                                  | 20 février 2000 27 janvier 2001    |
| Sora, Kari et T.K., séparés des autres enfants découvrent que Warumonzaemon oblige les Numemon à fournir de l’énergie à la ville, en les traitant comme des esclaves. Une étrange lumière apparaît et permet aux digimon de libérer les Numemon. Ceux-ci, pour les remercier, aident les enfants à combattre Machinedramon, qui est battu par Wargreymon. |                              |                                                | |                                    |
| 50 | Le combat de Joe             | 女の戦い! レディデビモン                       | Onna no Tatakai! RedīDebimon (Duel de Femmes ! LadyDevimon)                                                      | 27 février 2000 30 janvier 2001    |
| Mimi et Joe arrivent au village qui sert de maternité aux bébés digimon, qui y éclosent, loin des violences et des dangers. Sachant que Mimi est désormais à l’abri, Joe décide de faire comme Matt et de partir tout seul à la recherche de lui-même. Pendant ce temps, Tai et son groupe rencontrent et affrontent LadyDevimon. Sora et T.K. essayent de rameuter tout le monde. |                              |                                                | |                                    |
| 51 | Vive l'amitié                | 地獄の道化師 ピエモン                          | Jigoku no Dōkeshi Piemon (Le Clown de l’Enfer, Piemon)                                                           | 5 mars 2000 31 janvier 2001        |
| Terriblement déprimé, Matt s'engage dans une profonde caverne pour s'isoler du reste du monde. Heureusement, Gabumon réussit à lui faire comprendre qu'il est très apprécié par les autres et le fait sortir de la caverne. Sora connaît un peu le même problème et Matt et Joe l’aident à le surmonter. Le combat contre Piedmon devient de plus en plus incertain. |                              |                                                | |                                    |
| 52 | Le dernier tour de Piedmon   | 聖剣士ホーリーエンジェモン                     | Seikenshi HōrīEnjemon (Le Saint à l’Épée ! HolyAngemon)                                                          | 12 mars 2000 1er février 2001      |
| En dépit de l’aide de deux digimon de niveau mega, les enfants n'arrivent pas à venir à bout de Piedmon. Celui-ci transforme les enfants qu’il attrape en porte-clés et bientôt il ne reste plus que T.K et Kari pour mener le combat. Angemon se digivolve alors en MagnaAngemon et sauve les enfants. Piedmon est enfin vaincu et expédié à travers la porte du destin. |                              |                                                | |                                    |
| 53 | Au tour d'Apocalymon         | 最後の暗黒デジモン                             | Saigo no Ankoku Dejimon (Le Dernier Digimon Maléfique)                                                           | 19 mars 2000 2 février 2001        |
| Les Maîtres de l’Ombre ont été vaincus, mais les digisauveurs ne sont pas au bout de leurs peines. Il leur faut maintenant affronter la force du mal créatrice de tous ces digimon maléfiques. Apocalymon, est doté des pouvoirs de tous les digimon qui ont été battus par les digisauveurs et il envoie ceux-ci dans le monde informatique. Les enfants se préparent pour le combat final. |                              |                                                | |                                    |
| 54 | Le sort des deux mondes      | 新たな世界                                     | Aratana Sekai (Un Nouveau Monde)                                                                                 | 26 mars 2000 3 février 2001        |
| Une bataille épique commence entre les sauveurs et Apocalymon et ils gagnent grâce aux attaques de WarGreymon et de MetalGarurumon. Apocalymon, en tout dernier recours, lance son attaque Total Annihilation qui pourrait détruire les deux mondes. Grâce aux digivices des enfants, Apocalymon est détruit par sa propre attaque et les deux mondes sont sauvés. Le digimonde se reformate et les digisauveurs décident de passer le reste de leur été dans le digimonde. Cependant, Gennai les informe qu'ils doivent rapidement quitter le digimonde, ou ils resteront ici pour toujours. Après des adieux déchirants à leurs partenaires digimon, les sauveurs repartent dans leur monde et Tai, le chef de la bande, est sûr qu'un jour, le digimonde s'ouvrira de nouveau sur leur monde. |                              |                                                | |                                    |

## DVD

### Édition japonaise
Digimon Adventure est commercialisé en coffret de neuf DVD par Bandai Visual le 25 juillet 2006, dont chaque DVD contient six épisodes chacun. Happinet, de son côté, commercialise également neuf DVD à partir du 21 décembre 2007.

### Édition américaine
En Amérique du Nord, la première cassette vidéo est commercialisée le 2 novembre 1999 et le premier DVD, le 5 décembre 2000, par 20th Century Fox. Discotek Media commercialise la version anglaise dans sa première édition Blu-Ray le 27 décembre 2022, avec une remastérisation réalisée par la société américaine AstroRes.

### Édition française
En France, la commercialisation des DVD de Digimon Adventure suit après les diffusions originelles sur les chaînes télévisées Fox Kids et TF1. La première saison paraît partiellement sur cassette vidéo et DVD aux alentours de l'année 2000 (les trente-six premiers épisodes sont répartis sur neufs volumes) distribués par TF1 et Fravidis. Plus tard, en 2007, LCJ Éditions édite plus de sept coffrets DVD répartis de la première à la troisième saison,.